# DuelJewel
Duel Jewel – japoński zespół rockowy powstały w 1997 roku.

## Historia
Zespół został zapoczątkowany w 1997 r. przez Shuna i Vala, którzy poznali się w liceum. Początkowa działalność trwała jedynie miesiąc, do czasu, gdy w maju 1997 r. do zespołu dołączył Hayato. Odszedł jednak po ponad roku wspólnej działalności. W dodatku, w tym samym czasie co pierwszy basista Psy (czyt. Sai). Wtedy zespół zawiesił działalność na nieco dłużej. Dopiero po kilku miesiącach Hayato wrócił i na dobre zadomowił się w Duel Jewel w roli wokalisty. W międzyczasie wiele razy zmieniał się początkowy skład. Drugim basistą został Ka-non. W niedługim czasie odszedł gitarzysta – Takashi. Krótko po powrocie Hayato dołączył Yuya, który został na stałe. Stał się formalnie członkiem zespołu w październiku 2000 r., po ponad roku współpracy.
Początki Duel Jewel opierały się głównie na graniu małych koncertów w tokijskich klubach typu ‘live house’ i wydawaniu kaset demo. Pierwszą z nich była „Kaze~ The winding garden”, potem „Tsuki to Tawamure”, a w 2000 r. dwie kasety demo „Kuro” i „Shiro”, które zostały szybko wyprzedane. Następnie ukazała się demówka „Chinmoku”. W grudniu 2000 r. zespół zagrał pierwszy samodzielny koncert w Kagurazaka DIM. Grali z innymi zaprzyjaźnionymi zespołami.
W końcu przyszedł czas na podpisanie kontraktu na płytę z firmą Cyber Force. W obecnym czasie Duel Jewel posiadali status zespołu indies.
Po wydaniu pierwszej płyty „Lapidary” odszedł basista, a na jego miejsce na stałe dołączył Natsuki. Stał się oficjalnym członkiem zespołu w kwietniu 2002 r. Kolejna płyta „Noah” została nagrana w przy obecnym stanie zespołu. Zespół promował się w wielu miejscach, min. w USA. Duel Jewel byli gościem specjalnym na konwencie mangi i anime A-kon w Teksasie, w 2002 roku. Inne ich występy to np. festiwal Anime Katsucon, Anime Central (Rosemont), Anime Expo (Kalifornia).
W ciągu kilku lat po wydaniu płyty „Noah”, Duel Jewel nagrywali wyłącznie single. Singel „Visions” z 2006 r. zapoczątkował na dużą skalę ich karierę w Japonii, a singel „Azure” z lata 2006 r. nadał im oficjalny status zespołu major.
Ostatni koncert zespołu odbędzie się 23 lutego 2016 roku.

## Członkowie
Hayato (jap. 隼人)
- W zespole: wokalista
- Urodzony: 29 grudnia w Tokio
- Grupa krwi: B

Shun
- W zespole: gitarzysta
- Urodzony: 3 lutego w Tokio
- Grupa krwi: 0

Yuuya (jap. 祐弥)
- W zespole: gitarzysta
- Urodzony: 29 kwietnia 1980 w Kagoshimie
- Grupa krwi: A

Natsuki
- W zespole: basista
- Urodzony: 11 września w Akita
- Grupa krwi: B

Val (jap. ばる)
- W zespole: perkusista
- Urodzony: 4 lutego w Singapurze
- Grupa krwi: A

## Dyskografia

### Albumy studyjne
- Lapidary (2001.08.22)
- BULLET (2007.12.12)
- Glassfia (jap. グラスフィア Gurasufia) (2008.11.26)
- Luminous (2011.12.07)

### Minialbumy
- Noah (2002.09.25)
- VISIONS (2006.02.22)
- Will (2010.02.24)
- ZERO (2010.09.22)
- Duel (2015.07.22)

### DVD
- Jewelry Box (2008.06.11)
- Dear Lapidary (2011.07.24)
- Road to anastasis (2014.02.19)

### Single
- Vermilion (2003.11.01)
- The Birth (2005.02.21)
- azure (2006.07.05)
- Aishyū Melancholia / „Life on...” (jap. 愛愁メランコリア / 「Life on...」) (2006.11.01)
- es (2007.07.11)
- Iolite (jap. アイオライト Aioraito) (2008.06.11)
- Vamp Ash (2011.03.16)
- Polaris (2011.07.20)
- It’s just love (2013.09.11)
- Chronos (2014.02.19)

### Dema
1998.08 – Kaze~ The Winding Garden
1. Kaze~ The Winding Garden

1999.12 – Tsuki to Tawamure
1. Tsuki to Tawamure

2000.07 – Shiro
1. SEPIA
2. Chaste Sin
3. Towa ni yume wo kasanete
4. Kizuna ~Pray To Gray~

2000.04 – Kuro
1. Bloody Mazenda
2. Anmaku
3. Nauthiz

2000.10 – Chinmoku
1. Chinmoku

2002 – Jigoku Santa no Merry X’mas

### Omnibusy
2005.11.01 – SHOCK EDGE 2005
3. Nauthiz -Lunatic Edit-
2005.06.22 – CANNOBALL vol. 2
3. Betray
2004.06.30 – DECADENCE 2004
4. Shoujo
2004.02.21 – HYSTERIC MEDIA ZONE
9. Nidome no Nekare wa...
10. Eikyuu Ni Yume Wa Enete -reishiki-
2003.03.14 – LOOP OF LIFE III
11. Tsuki to Tawamure
make an epoch
9. Kizuna
STONING 2
5. Nauthiz